# Carlo Francavilla
Carlo Francavilla (Castellana Grotte, 26 agosto 1916 – Roma, 6 febbraio 1986) è stato un politico e giornalista italiano.

## Biografia
Collaborò a testate quali La Repubblica, l'Unità e Milano-sera.
Fu deputato e senatore nelle file del PCI. Nel 1977 vinse il Premio Viareggio Opera prima con Le terre della sete, Lacaita.
Sempre con l'editore di Manduria, nel 1979 pubblicò Il suicidio di Osman. Nel 1985 editò Sfondascarpe, Levante editore.
È sepolto nel cimitero di Castellana Grotte. Sue poesie postume furono edite nel volume Questo e non altro, e nella rivista castellanese La forbice.